# Petarda
Petarda je pirotehnični izdelek, katerega glavni namen je pok, svetlobni efekt pa le posledica prvega. Praviloma so to kartonasti tulci različnih dolžin, napolnjeni s smodnikom ali kakšno drugo eksplozivno zmesjo, ki so na enem koncu zaprti s čepom, na drugem pa je nameščeno sredstvo za vžig eksplozivnega polnjenja.

## Zakonske uredbe v Sloveniji
V Sloveniji promet in uporabo pirotehničnih izdelkov ureja Zakon o eksplozivih in pirotehničnih izdelkih (Uradni list RS, št. 35/08 in 19/15), po katerem spadajo petarde v II. razred pirotehničnih izdelkov.
Mladoletnikom do 15 leta starosti je dovoljena prodaja in uporaba pirotehničnih izdelkov razreda II le, če so pod nadzorstvom staršev ali skrbnikov. Prodaja tovrstnih izdelkov je po zakonu dovoljena od 19. do 31. decembra, uporaba pa od 26. decembra do 2. januarja, vendar pa ne v strnjenih stanovanjskih naseljih, v zgradbah in vseh zaprtih prostorih, v bližini bolnišnic, v prevoznih sredstvih za potniški promet in na površinah, kjer potekajo javni shodi ali javne prireditve.